# Ravières
Ravières és un municipi francès, situat al departament del Yonne i a la regió de Borgonya - Franc Comtat. L'any 2007 tenia 878 habitants.

## Demografia

### Població
El 2007 la població de fet de Ravières era de 878 persones. Hi havia 368 famílies, de les quals 152 eren unipersonals (60 homes vivint sols i 92 dones vivint soles), 116 parelles sense fills, 88 parelles amb fills i 12 famílies monoparentals amb fills.
La població ha evolucionat segons el següent gràfic:
Habitants censats

### Habitatges
El 2007 hi havia 532 habitatges, 372 eren l'habitatge principal de la família, 59 eren segones residències i 101 estaven desocupats. 449 eren cases i 78 eren apartaments. Dels 372 habitatges principals, 235 estaven ocupats pels seus propietaris, 123 estaven llogats i ocupats pels llogaters i 14 estaven cedits a títol gratuït; 4 tenien una cambra, 26 en tenien dues, 91 en tenien tres, 108 en tenien quatre i 143 en tenien cinc o més. 220 habitatges disposaven pel capbaix d'una plaça de pàrquing. A 186 habitatges hi havia un automòbil i a 86 n'hi havia dos o més.

### Piràmide de població
La piràmide de població per edats i sexe el 2009 era:
| Homes | Edats   | Dones |
| ----- | ------- | ----- |
| 4     | 95 o +  | 4     |
| 0     | 90 a 94 | 12    |
| 16    | 85 a 89 | 28    |
| 24    | 80 a 84 | 12    |
| 24    | 75 a 79 | 48    |
| 20    | 70 a 74 | 48    |
| 20    | 65 a 69 | 36    |
| 28    | 60 a 64 | 32    |
| 28    | 55 a 59 | 4     |
| 24    | 50 a 54 | 28    |
| 44    | 45 a 49 | 28    |
| 28    | 40 a 44 | 28    |
| 16    | 35 a 39 | 36    |
| 40    | 30 a 34 | 24    |
| 28    | 25 a 29 | 28    |
| 24    | 20 a 24 | 16    |
| 24    | 15 a 19 | 24    |
| 32    | 10 a 14 | 32    |
| 16    | 5 a 9   | 36    |
| 8     | 0 a 4   | 16    |

## Economia
El 2007 la població en edat de treballar era de 487 persones, 378 eren actives i 109 eren inactives. De les 378 persones actives 342 estaven ocupades (191 homes i 151 dones) i 36 estaven aturades (12 homes i 24 dones). De les 109 persones inactives 46 estaven jubilades, 27 estaven estudiant i 36 estaven classificades com a «altres inactius».

### Ingressos
El 2009 a Ravières hi havia 383 unitats fiscals que integraven 803,5 persones, la mediana anual d'ingressos fiscals per persona era de 14.622 €.

### Activitats econòmiques
Dels 46 establiments que hi havia el 2007, 4 eren d'empreses extractives, 1 d'una empresa alimentària, 8 d'empreses de construcció, 11 d'empreses de comerç i reparació d'automòbils, 3 d'empreses de transport, 3 d'empreses d'hostatgeria i restauració, 2 d'empreses financeres, 2 d'empreses immobiliàries, 1 d'una empresa de serveis, 9 d'entitats de l'administració pública i 2 d'empreses classificades com a «altres activitats de serveis».
Dels 13 establiments de servei als particulars que hi havia el 2009, 1 era una oficina de correu, 2 oficines bancàries, 1 taller de reparació d'automòbils i de material agrícola, 1 paleta, 2 guixaires pintors, 1 fusteria, 1 lampisteria, 1 electricista, 2 perruqueries i 1 restaurant.
Dels 7 establiments comercials que hi havia el 2009, 1 era una gran superfície de material de bricolatge, 1 una botiga de més de 120 m², 1 una botiga de menys de 120 m², 1 una fleca, 1 una peixateria, 1 una botiga de roba i 1 una joieria.
L'any 2000 a Ravières hi havia 14 explotacions agrícoles que ocupaven un total de 1.270 hectàrees.

## Equipaments sanitaris i escolars
L'únic equipament sanitari que hi havia el 2009 era una farmàcia.
El 2009 hi havia 1 escola maternal integrada dins d'un grup escolar amb les comunes properes formant una escola dispersa i 2 escoles elementals.

## Poblacions més properes
El següent diagrama mostra les poblacions més properes.